# Villa Maza
Villa Maza es una localidad argentina del partido de Adolfo Alsina, en la provincia de Buenos Aires.

## Geografía

### Ubicación
Villa Maza está ubicada geográficamente entre las siguientes coordenadas:
36°48′ latitud sur / 63°21′ longitud oeste.
Se encuentra en la provincia de Buenos Aires y pertenece al partido de Adolfo Alsina, que está delimitado por los partidos de:
- Pellegrini, al norte.
- Salliqueló, al noroeste.
- Guaminí, al noroeste.
- Coronel Suárez, por el este
- Saavedra, al sudeste.
- Puán, al sur.

Por el oeste se encuentra la provincia de La Pampa
Se encuentra a 70 km al nornoroeste de la ciudad de Carhué, cabecera del partido, pero la distancia se alarga por carecer de caminos asfaltados directos que comuniquen con la misma. El itinerario más simple para llegar a Carhué es por el camino de tierra paralelo a las vías del ferrocarril, rumbo al sur, hasta la población de Rivera, y sigue por la ruta provincial RP 60, en dirección al este. El acceso Carlos Hanndorf, y el Camino de la Ermita, asfaltados y habilitados desde el 28 de noviembre de 1995, comunican a Villa Maza con la ruta 14 de la provincia de La Pampa, hacia el oeste, y con la ruta 85 de la provincia de Buenos Aires, por la que se puede llegar hasta la RN 5, que se vincula con el Gran Buenos Aires. 
Su área de influencia incluye a las poblaciones de La Pala (estación Francisco Murature), Thames y Yutuyaco, y a las comunidades de las escuelas de Arano y Santa Anita con sus respectivas zonas rurales circundantes.

### Caracteres físicos
El clima es templado, con estaciones extremas bien marcadas. Los vientos que predominantemente afectan al lugar son el del norte, el pampero, y las sudestada.
Las precipitaciones medias anuales oscilan entre los 500 y 1000 mm, con estación seca en el invierno. Cabe señalar que a partir de 1973 volvió el periodo húmedo, con el régimen pluviométrico muy parecido al "Periodo 1870 a 1920 Florentino Ameghino", con corrimiento de las isohietas, mostrando largos períodos de sequía, y en ocasiones, registros que provocaron fuertes inundaciones, con la consecuence formación de extensas lagunas en la periferia y los campos de la zona.
La altura media es de 130 metros sobre el nivel del mar (la cota de riel, en la estación del ferrocarril, es de 131,2 m s. n. m.). Pertenece a la zona de transición entre la Pampa Deprimida, por el este, y la Pampa alta, por el oeste. La planicie circundante se ve interrumpida por médanos aislados y bajos muy suaves. Alternan algunas lagunas cuya extensión y permanencia es muy sensible al régimen de lluvias. La dirección de la pendiente es muy irregular, por lo que el drenaje, en períodos de inundación se torna muy difícil, y se produce una elevación notable del nivel de las napas freáticas. La profundidad media en que se halla el agua es de 6 metros.
Los episodios más catastróficos ocurrieron en 1985, y la población se encontró con una problemática que nunca hubiese imaginado, al estar alejada de las principales cuencas hídricas. El 2 de octubre de ese año, los accesos se cortaron por lluvias torrenciales (por ejemplo 100 mm en 12 horas). Esto creó una situación de emergencia, acentuada por la falta de vías de comunicación. Los caminos estaban intransitables, los campos anegados no se podían trabajar, muchas familias tuvieron que ser evacuadas. Los sótanos y subsuelos se llenaron de agua y se formaron lagunas de hasta un metro y medio de agua en el conurbano de Maza. El fenómeno coincidió con todo el proceso de avance del río Quinto por el noroeste de la provincia de Buenos Aires, y precede cronológicamente a la gran inundación de la pampa deprimida que culmina con la inundación de la cuenca de Las Encadenadas y la desaparición de la villa turística de Epecuén. A fines de 1997 y principio de 1998, lluvias persistentes pero de suave intensidad, dilataron la recolección de la cosecha fina, y afectaron económicamente a los productores. En octubre de 2001, se repitieron registros de lluvias excesivas y se produjeron inundaciones en el 50% de los campos circundantes. En el marco de esa situacíón ambiental desfavorable se realizó el censo de población, con serias dificultades para realizar el relevamiento en el área rural. Pero, las características más preocupantes del clima siempre habían estado relacionadas con la sequía, ya que no solo afecta a los agricultores y ganaderos sino también a los intermediarios urbanos que ven comprometida la rentabilidad de sus ingresos si disminuye la demanda de los productos rurales. Especialmente afectados por la falta de agua se transitó el año 2005, en el que Villa Maza se aprestó a festejar los 100 años de vida, el 5 de mayo de 2006.

### Caracteres demográficos
La población en el último censo  registró 1,748 habitantes (Indec, 2010). Se notó un leve incremento del 2,5% con respecto al censo de 2001, que arrojó un total de 1,705 habitantes (Indec, 2001).
| Gráfica de evolución demográfica de Villa Maza entre 1991 y 2010 |
|                                                                  |
| Fuente: Censos nacionales del INDEC                              |

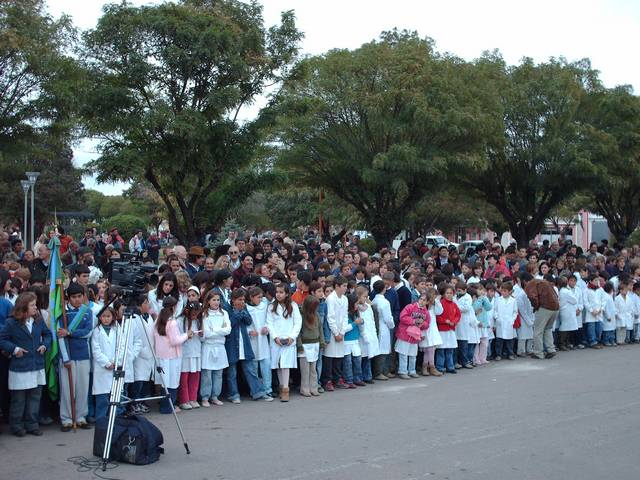
Reunidos por festejos de Centenario.

El análisis de la estructura de población muestra un leve predominio del sexo femenino. Con respecto a las edades, es notable la disminución de población joven, correspondiente a los períodos vinculados a la iniciación de la educación terciaria o a la búsqueda de trabajo, evidenciando una emigración notable hacia centros más poblados. El resultado, reflejado en la pirámide de población, indica una tendencia a envejecer. La dinámica demográfica registra índices semejantes a la natalidad y a la mortalidad nacional, pero el crecimiento total es ínfimo, por influencia de la corriente emigratoria juvenil.
La composición por actividad económica arrojó un alto índice de desocupación (cercano al 20%) y dentro de las opciones de empleo, el 56% de actividades terciarias, evidencia mucho esfuerzo orientado hacia la circulación, el comercio y los servicios. La producción de bienes, que es la principal fuente de ingresos globales en la zona, no genera un alto porcentaje de ocupación. Estos son rasgos de una población en riesgo de estancamiento.
Con respecto a la salud, el estado sanitario es bueno, sin episodios de grandes brotes de enfermedades infecto-contagiosas. Las principales causas de muerte son los problemas cardiovasculares, en segundo lugar el cáncer, y en tercer lugar los accidentes.

## Poblamiento nativo
En los campos alrededores de Villa Maza, y dentro de un área más amplia, estuvieron asentados indios del pueblo Boroga. Sus antepasados habían llamado a la llanura pampeana-bonaerense como su tierra: inchiñ ni mapú, reconociendo cada arroyo, laguna o cada paraje. También habitaron en Chile un área insertada como una cuña entre los araucanos o huilliches, con los que nunca tuvieron buena convivencia.
Durante las guerras de la independencia fueron expulsados de Chile y vinculados al bando realista. Más tarde se relacionaron a los jefes unitarios de las guerras civiles y en la época de Rosas, sufrieron el trato engañoso del caudillo bonaerense, quien los consideraba sus enemigos y los controlaba con acuerdos ambiguos que les permitieron residir durante un tiempo en la zona de Guaminí, Carhué, y bordes de las Encadenadas en tanto le ayudaran a Rosas a combatir a los ranqueles de Llanquetruz o de Painé.
Pero el pueblo borogano tuvo un triste final. Su poderío se extinguió por la acción conjunta del cacique araucano-huilliche, Juan Calfucurá, y el plan de Juan Manuel de Rosas de pactar con él. En la noche del 8 de septiembre de 1934, unos ochocientos huilliches atacaron a la tribu del cacique boroga Mariano Rondeao, en Masallé, al norte del lago Epecuén, y pasaron a cuchillo al cacique y a los principales capitanejos o posibles herederos; fue una verdadera masacre. Algunos grupos se escaparon en la noche y de ellos quedan descendientes, que tras la figura mítica de Coliqueo dan testimonio de la existencia de aquella nación guerrera. Con ese oscuro episodio se libera la llanura de sus verdaderos dueños, y comienza el poderío de Calfucurá, controlando desde Carhué, como llave del desierto, el paso de los malones que aseguraron el flujo de ganado comercializado hacia Chile. La zona de Villa Maza está también dentro del área de contacto y de correría de los caciques ranqueles, y de los indomables hombres de Vicente Pincén, quien se identifica como el cacique más independiente y más rebelde del oeste bonaerense, nacido en las tolderías borogas de Carhué, y sometido finalmente por Conrado Villegas, tras su detención en unos pajonales de Potrillo Oscuro, el 6 de noviembre de 1878.

### Protohistoria
De las andanzas de los aborígenes, anteriores a la ocupación del hombre blanco, se conocen los sitios en que existían algunos picaderos, hasta donde habrían traído rocas de las sierras de Puán y los planos de las rastrilladas, que marcan uno de estos caminos indios, atravesando campos ubicados al este de Maza. Nada queda, en el paisaje actual, de lo que llamaríamos impronta cultural de los aborígenes, salvo algún resto lítico que el viento o el laboreo puedan desenterrar. Solo resta rescatar del olvido los recuerdos de quienes pudieron escuchar los relatos referidos por descendientes de los pobladores nativos, que ocuparon esta llanura antes de la llegada de los blancos europeos.

### Testimonios orales
Por Carlos Hanndorf, enfermero de la localidad, en 1996:
Con respecto a personas de origen indio, recuerdo a Juan Amaya quién me regaló un caballo que habían cuidado para correr y que se llamaba Zaino de Amaya. Vivía en un ranchito cercano a la antigua cancha del CMDS (Club Maza Deportivo Social). Trabajó mucho tiempo en la estancia El Triángulo. Lo atendí cuando murió de un infarto.
Por Gervasio Vargas:
¿Indios?... me acuerdo de Juan Amaya que tenía un caballo que se llamaba Sombra Negra. Era muy carrerista y muy vago. También me acuerdo de Ramón Cisneros, otro indio que era mensual de la estancia La Unión, de Guarrochena. Domingo Meanculeo era un indio muy fiel, cuando se iba el patrón cuidaba todo como propio. Una vez le pegó a un cocinero porque no había hecho el almuerzo para los empleados. Trabajaba con Roberto Hernandorena, en la estancia La Pala.
Por Carlos Rivas:
Yo recuerdo a un indio llamado Victorino Peralta, que se dedicaba a esquilar a tijera. Él contaba que se había salvado de la matanza que hicieron los blancos de la conquista del desierto, porque mataron a los más viejos y a los jóvenes los dejaron vivos; y que había conocido a Rosas en la zona de Guaminí. Él murió con 115 años. Mi padre decía que a esta zona los indios la llamaban Palomita Blanca, y que al pasar el ferrocarril ese nombre se abandonó.
Por Noemí Magra de Escobar:
Mi abuela murió en 1976 y tenía 105 años. Se llamaba Mercedes Lozano de Magra. LLegó a esta zona cuando apenas tenía 12 años, entre 1870 y 1880. Sus padres estaban en una chacrita con casa de adobe o chorizo. Me contaba que los indios que habitaban casi regularmente este paraje se asentaban en los médanos. A este lugar lo llamaban Palomita Blanca y estaba rodeado de lagunas, cañaverales, pencas (tunas) y médanos. En uno de estos sepultaron un gran cacique con sus joyas, aunque diez años más tarde lo exhumaron. La hija de este cacique, Andrea Chulai, vivió 104 años reales (90 años indicados en el Registro Civil), falleciendo en Villa Maza.
Por José Chaverría, a los 85 años, en 1996:
Yo trabajé mucho tiempo en la estancia Lebucó, al este de Maza, cuando pertenecía al señor Roberto Melón Gil. Entre otras cosas, trabajé colocando árboles para fijar los médanos. En un reparo, al sudoeste, cerca de una posta, se encontraban muchos restos de indios como puntas de flechas, bolas, y piedras que usaban para moldear o picar rocas, que seguramente eran de las sierras de Puán, algunas color mora y otras blancas pintadas. A ese lugar le llamábamos el picadero indio, y al hacer los pozos para colocar los árboles, aparecían muchos restos. Las familias indias que vivían en la zona eran descendientes de Coliqueo. Algunos eran de apellido Pus, rebautizados así por los blancos, que le ponían nombres de origen europeo. Don Juan Amaya era nieto de Pus. Yo creo que ellos eran los que llamaban a esta zona Palomita Blanca, aunque no lo puedo precisar. También escuché que a la zona de Thames la llamaban El Puma.
Por Marta Herrera de Roseró, de 61 años, en 2006. Testimonio confirmado y ampliado con detalles que recordaban sus hermanas Norma (67) y María Inés (59):
Mi abuelo era descendiente de un cacique. Fue un indio perseguido por los blancos, y se asentó en esta zona, junto con otras familias nativas, cuando no había empezado a trazarse el ferrocarril. Su verdadero nombre fue Martín Relinqueo, pero por seguridad ocultó su apellido y asentó a todos sus hijos con el apellido Herrera. Se casó con Felisa Guenchal y armaron una vivienda que tenía dos sectores. Una parte estaban cavada en un médano, básicamente para dormitorio, y a continuación una habitación destinada a cocina y recibidor construida de chorizo. A este sector no dejaban entrar a los hijos (solo si los necesitaban, por ejemplo para cebar mate). Tenían en el patio un horno de adobe, armado sobre una estructura de alambre. Mi abuela hacía unas tortitas muy ricas, que amasaba sobre la rodilla y le agregaba anís. Cocinadas en el horno eran exquisitas. Se preocuparon por mandar a sus hijos a la escuela. Mi padre Martín fue unos años a la escuela de Don Luis Moggia. Al morir el abuelo, los hijos fueron despojados de esa propiedad, que, no obstante, consideraban suya. Más tarde el terreno pasó a manos de Don Agapito Fretes y se encuentra sobre la calle que continúa hacia el este la entrada principal del cementerio.
Por Elsa Guenchal, y detalles aportados por José María Guenchal:
No sabemos si nuestros abuelos son descendientes del cacique Pablo Guenchal, y cuando nos proponían que reclamemos parcelas de las leguas de tierra otorgadas antiguamente a los indios en la zona de Los Toldos, nunca hicimos nada, porque no tenemos documentación probatoria. Hemos escuchado a nuestra abuela que el asentamiento que habían en Maza, antes de que llegue el ferrocarril (y los colonizadores Rolla y Migliore) era llamado Palomita Blanca.
Con anónimas historias, grupos de indios más o menos pacíficos se fueron incorporando al trabajo en estancias y modificando lentamente sus costumbres de pobladores nómades para integrar con los descendientes de inmigrantes, familias mestizas que configuran la idiosincrasia de muchos habitantes de Villa Maza.

## Orígenes de Villa Maza

### Contexto histórico
En el marco de la expansión de Inglaterra, que creaba lazos y acentuaba los conflictos que desembocarían en la Gran Guerra de 1914, Argentina logró insertarse en el mercado mundial como exportadora de materias primas y alimentos e importadora de productos manufacturados. Toda Iberoamérica encontraba su rol dentro de ese sistema, aumentando paulatinamente su dependencia de Inglaterra y en menor medida de otras potencias europeas o de la intervención económica de los Estados Unidos.
Asegurados la paz y el orden interior por la política oligárquica y liberal británica que desalojó a los aborígenes de la región pampeana, se fomentó la inmigración europea. Paralelamente, llegaban capitales ingleses que controlaron la explotación de recursos y montaron una red de transporte y comunicaciones para poder exportar. Se estaban cumpliendo algunas de las aspiraciones de la Generación del 80, es decir, contar con mano de obra y capital para aplicarlos a labores rurales, y medios de transporte para los productos de la tierra. Todo armonizaba con la idea positivista, y su fe extrema en el progreso, en el Materialismo, que seguían adoptando los políticos de principios del siglo XX. Y el liberalismo económico descentralizaba la conducción de la economía y aumentaba la confianza en las fuerzas del mercado como reguladoras de actividades productivas. La tecnología y las costumbres europeas se incorporaban paulatinamente a la vida cotidiana y teñían la cultura argentina. Cada vez con más fuerza se gestaban los movimientos políticos sociales que presionarían sobre el sistema político para permitir la participación popular a partir del sufragio universal.
En esa época, como consecuencia de todos los factores antes mencionados, se va acentuando la instalación de población en el oeste de la provincia de Buenos Aires, se inicia la construcción de la estación ferroviaria Maza, y el trazado de un pueblo que perdurará como Villa Maza.

### Origen del nombre
La estación ferroviaria Maza, y por consecuencia, también la población de Villa Maza evocan con su nombre al patriota Juan Agustín Maza.
El decreto del 6 de octubre de 1906 emitido por resolución del ministro Tedín, y publicado en boletín oficial número 3881, designó con apellidos de diputados al Congreso de Tucumán de 1816, simultáneamente los nombres de Darregueira, Gorriti, Gascón, Huergo, Rivera, Malabia (luego rebautizado Arano), Thames, Maza y Garro (más tarde cambiado por Francisco Murature).
De los anuarios publicados por la empresa ferroviaria, el que corresponde al año 1942, corrobora esta hipótesis cuando dice expresamente, en la información correspondiente a la estación Maza: 
Origen del Nombre: Homenaje a Don Juan Agustín Maza, signatario del acta de la independencia.

### Integración paulatina a la economía nacional
La población indígena que ocupaba el área de Villa Maza fue controlada y erradicada por la campaña al desierto de Julio A. Roca. El fortín más cercano estaba en Carhué, donde actuó el general Nicolás Levalle, fundador de la ciudad homónima, el 21 de enero de 1877.
Las tierras ganadas al indígena fueron subdivididas en lotes de 10 000 ha (cuatro leguas cuadradas) entregadas a terratenientes blancos. Entre ellos estaba el señor Saturnino E. Unzué, propietario del campo Salliqueló, quedando comprendidas en la Segunda Sección de Tierras Públicas, que incluiría en un futuro cercano el área urbana y quintas de Villa Maza. El gobierno nacional le donó estas tierras, el 7 de diciembre de 1881, por la actuación del Dr. J. J. Romero, ministro del presidente Julio A. Roca. A pesar de que también la reclamó Roberto Ruciman, se consideró que Unzué tenía derecho a esa adjudicación, porque era suscriptor de 100 acciones en la Suscripción de Tierras, decretada por leyes de la Nación del 5 y 16 de octubre de 1878, para juntar fondos para la Campaña y Conquista del Desierto.
Deportes
El Club Maza Deportivo Social fue fundado el 18 de mayo de 1916 y cuenta con las disciplinas deportivas de: 
Fútbol
Patín Artístico
Pelota Paleta
Pádel
Hockey
Rugby
Patín
Karate Shotokan